# Dorval

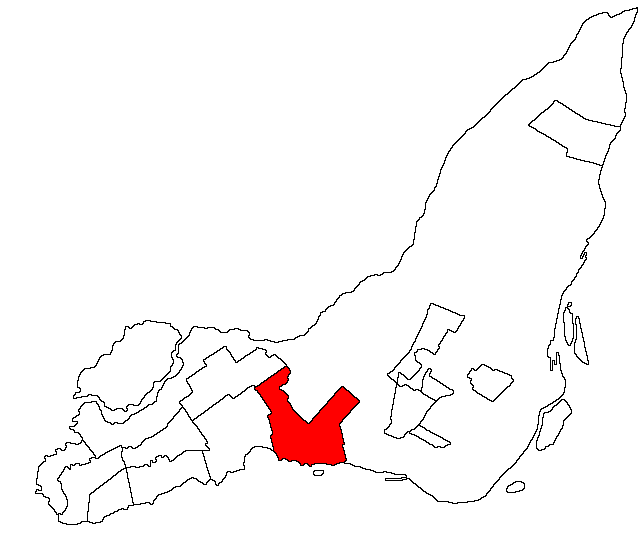
Dorval na mapie wyspy Île de Montréal

Dorval – miasto w Kanadzie, w prowincji Quebec, w regionie Montreal. Leży w obszarze metropolitarnym Montrealu.

## Historia
Historia Dorvalu zaczęła się w 1665 roku, kiedy sulpicjanie założli misję na peryferiach Ville-Marie, francuskiej osady z której powstał dzisiejszy Montreal. Dorval został pierwotnie nazwany Gentilly, później nastąpiła zmiana nazwy na La Présentation-de-la-Vierge-Marie, aż ostatecznie ustanowiono dzisiejszą nazwę. Jego inkorporacji jako wioski dokonano w 1892 roku, prawa miejskie (czyli status town/ville) uzyskał w 1903, a status city/cité w 1956 (dzisiaj miasto posiada status ville, ponieważ w dzisiejszym Quebecu nie rozróżnia się już między ville a cité - wszystkie miasta mają status ville).
Tak jak w przypadku wielu innych miejscowości na Wyspie Montrealu, spółka Grand Trunk Railway, która pojawiła się w Dorvalu w 1855, w dużej mierze przyczyniła się do napływu wielu bogatych anglojęzycznych rodzin, szukających letniego schronienia będącego w pobliżu ich montrealskich mieszkań i miejsc pracy. Połączenie między Dorvalem a Montrealem zostało dodatkowo ułatwione dzięki rozbudowie sieci dróg w okresie międzywojennym. Po drugiej wojnie światowej wiele rodzin klasy średniej migrowało z Montrealu i reszty Kanady do Dorvalu, co było możliwe poprzez rozbudowę autostrady nr 20 oraz masową budowę mieszkań. Wśród tych nowych mieszkań większość stanowiły domy jednorodzinne, pojawiały się jednak również niskobudżetowe zabudowania wielorodzinne budowane przeważnie na obszarach wcześniej wykorzystywanych do celów rolniczych.
1 stycznia 2002 Dorval został włączony do Montrealu. 20 czerwca 2004 mieszkańcy byłego miasta przegłosowali opcję odłączenia, co doprowadziło do odzyskania praw miejskich i odłączenia się od Montrealu 1 stycznia 2006 roku.

## Demografia
Liczba mieszkańców Dorval wynosi 18 208. Język angielski jest językiem ojczystym dla 44,4%, francuski dla 32,0%, hiszpański dla 3,0%, włoski dla 3,0%, arabski dla 2,0%, rumuński dla 1,4%, tagalog dla 1,2%, niemiecki dla 1,0% mieszkańców (2011).